# Echinoderes asiaticus
Echinoderes asiaticus är en djurart som tillhör fylumet pansarmaskar och som beskrevs av Andrej V. Adrianov 1989.
Echinoderes asiaticus ingår i släktet Echinoderes och familjen Echinoderidae. Inga underarter finns listade i Catalogue of Life.